# Jürgen Harder
Jürgen Harder (13. června 1918, Swinemünde, Německé císařství – 17. února 1945, Strausberg, Třetí říše) byl stíhací pilot německé Luftwaffe za druhé světové války, vyznamenaný rytířským křížem. Harder dosáhl 64 sestřelů během ~500 misí, přičemž 47 sestřelů, včetně devíti čtyřmotorových spojeneckých bombardérů, získal v bojích nad západní Evropou.
Harder zemřel dne 17. února 1945 po pádu svého stroje Messerschmitt Bf 109 G-14 (výr. čís.: Werk.Nr. 784 738), který se zřítil z důvodu poruchy motoru. Dle techniků, kteří prozkoumali trosky letadla, se z válce č. 12 odtrhl píst, který následně prorazil těleso motoru. Kouř z poškozeného motoru poté vnikl do kabiny a přiotrávený Harder z tohoto důvodu ztratil kontrolu nad svým letadlem.
Harderův starší bratr Harro se s jedenácti uznanými leteckými vítězstvími stal jedním z nejúspěšnějších německých stíhačů nasazených ve španělské občanské válce. Byl zabit v akci dne 12. srpna 1940, během bojové mise jeho letky III./Jagdgeschwader 53.

## Vyznamenání
- Německý kříž , ve zlatě (08.08.1943)
- Rytířský kříž Železného kříže (05.12.1943)
- Rytířský kříž Železného kříže, s dubovou ratolesti, 727. držitel (01.02.1945)
- Železný kříž, I. třída
- Železný kříž, II. třída
- Čestný pohár za zvláštní úspěchy v letecké válce